# Лідія Фенет
Лідія Фенет (англ. Lydia Fenet) — американська аукціоністка, авторка, ведуча подкастів та всесвітньо відома спікерка. Як генеральна директорка та засновниця агентства Lydia Fenet та провідна благодійна аукціоністка у світі, вона зібрала понад мільярд доларів для некомерційних організацій у всьому світі. Крім того, вона є головною аукціоністкою Broad Arrow Group Auctions.

## Дитинство та освіта
Фенет виросла в Лейк-Чарльзі, штат Луїзіана. Навчалася у школі-інтернаті Taft School у Вотертауні, штат Коннектикут, а потім переїхала до Севані, де вивчала історію та історію мистецтв. Водночас брала участь у програмі європейських студій в Оксфордському університеті.

## Кар'єра
У коледжі Фенет проходила стажування у сенатора Джона Бро у Вашингтоні, округ Колумбія, та сера Джуліана Брейзера у Палаті громад. Між третім та останнім роками навчання в коледжі вона проходила стажування в аукціонному домі Christie's. Після закінчення коледжу вона одразу повернулася до фірми й пропрацювала там п'ять років у відділі спеціальних подій, перш ніж обійняти посаду керівниці відділу спеціальних подій у Північній та Південній Америці. 2011 року вона запустила відділ стратегічних партнерств для Christie's, який згодом розширила до глобального підрозділу. Окрім ролі глобальної керівної директорки зі стратегічних партнерств, Фенет також є провідною аукціоністкою благодійних пропозицій у компанії, вона залучає понад пів мільярда доларів для некомерційних організацій в усьому світі.
Фенет також є авторкою бестселера «Найвпливовіша жінка в кімнаті — це ви», який вийшов у видавництві Simon & Schuster у квітні 2019 року. Вона є основною доповідачкою, представленою CAA. Її друга книжка «Заявіть про свою впевненість» вийшла в березні 2022 року. Наразі вона веде високо оцінений критиками подкаст Claim Your Confidence, створений у співпраці з Рокфеллер-центром. 2022 року Netflix викупив права на екранізацію її першої книжки.

## Переклади українською
2025 року 2025 року у видавництві «Віват» вийшов український переклад книжки «Найвпливовіша жінка в кімнаті — це ви». Перекладачка — Олена Савінова.